# Torre Santa Susanna
Torre Santa Susanna är en ort och kommun i provinsen Brindisi i regionen Apulien i Italien. Kommunen hade 10 510 invånare (2017).